# Paola Lo Cascio
Paola Lo Cascio (Roma, 1975) és una historiadora i politòloga italiana. Es va llicenciar en ciències polítiques a la Universitat de La Sapienza, es doctorà en història contemporània per la Universitat de Barcelona i va passar a ser professora de l'ERAM i del Departament d'Història Contemporània de la UB. L'abril de 2017 començà com a responsable de la formació i continguts del partit Catalunya en Comú, tot participant en la creació d'una nova cultura i teoria polítiques, després que la candidatura de Xavier Domènech s'imposés a l'Assemblea Fundacional del partit celebrada el 8 d'abril d'aquell any.
Va doctorar-se en història per la Universitat de Barcelona l'any 2005 amb una tesi dirigida per Agustí Colomines en la qual analitzava el model català autonòmic i la figura de Jordi Pujol.
S'ha posicionat en contra del procés independentista català, relacionant-lo amb l'impacte de la crisi econòmica, i a nivell històric, el feixisme italià.

## Obres
És autora de múltiples llibres, sola o amb col·laboració amb altres autors:
- Històries del Barça, Barcelona, Ajuntament de Barcelona, amb Queralt Solé i Barjau (2007)[7]
- Imatges 1936-1939 : bombes sobre Barcelona, Girona, El Punt, 2008. Amb Susanna Oliveira.[8]
- Nacionalisme i autogovern, Catarroja, Afers, 2008.[9][10]
- Economía franquista y corrupción, Barcelona, Flor del Viento, 2010. Amb Andreu Mayayo i José Manuel Rúa.[11]
- El espacio nacionalista e independentista, a TÉBAR HURTADO, Javier, Resistencia ordinaria. La resistencia y el antifranquismo catalán ante el tribunal de Orden Público, 1963-1977, Valencia, PUV, 2012.
- La responsabilità fascista nei bombardamenti durante la guerra civile, a VV. AA., Catalunya-itàlia: Memòries creuades, experiències comunes. Feixisme i antifeixisme des de la Guerra Civil fins a la Transició (1936-1977), Barcelona, Generalitat de Catalunya, 2012.
- La Guerra Civile Spagnola. Una Storia del Novecento, Roma, Carocci, 2013.[12][13]